# Søndre Borgesyssels prosteri

Prosterier i Borgs stift. Det gula området på kartan är Søndre Borgesyssels prosteri.

Søndre Borgesyssels prosteri (norska: Søndre Borgesyssel prosti) är ett kontrakt (prosteri, norska: prosti) i Borgs stift inom Norska kyrkan. Kontraktet omfattar kommunerna Halden och Sarpsborg i Østfold fylke i sydöstra Norge.
Namnet syftar på att kontraktet omfattar kommuner i den södra delen av det historiska området Borgesyssel.

## Socknar
Søndre Borgesyssels prosteri består av 16 socknar (norska: sokn eller sogn):
- Asaks socken
- Bergs socken
- Enningdalens socken
- Greåkers socken
- Hafslunds socken
- Haldens socken
- Holleby socken
- Idds socken
- Rokke socken
- Sarpsborgs socken
- Skjebergdalens socken
- Solli socken
- Søndre Skjebergs socken
- Tistedals socken
- Tune socken
- Varteigs socken